# Стрибки з трампліна на зимових Олімпійських іграх 2022 — великий трамплін, командна першість (чоловіки)
Змагання зі стрибків з великого трампліна в командній першості серед чоловіків на зимових Олімпійських іграх 2022 відбулися 14 лютого в Національному центрі стрибків з трампліна в Чжанцзякоу (Китай).
Чинними олімпійськими чемпіонами були спортсмени збірної Німеччини. Срібну медаль на Іграх-2018 здобули австрійці, а володарями бронзової нагороди стала збірна Японії. Німеччина виграла Чемпіонат світу 2021 року. Австрійці та поляки здобули, відповідно, срібну і бронзову медалі. Перед Олімпійськими іграми відбулося лише три командні змагання в рамках Кубка світу 2021–2022; два з них виграла Австрія, одне - Словенія.

## Результати
| Місце | Bib                    | Країна                                                                                        | 1-й раунд               | 1-й раунд                     | 1-й раунд                                                           | Фінальний раунд         | Фінальний раунд               | Фінальний раунд | Загалом                       |                               |   |                               |
| ----- | ---------------------- | --------------------------------------------------------------------------------------------- | ----------------------- | ----------------------------- | ------------------------------------------------------------------- | ----------------------- | ----------------------------- | --------------- | ----------------------------- | ----------------------------- | - | ----------------------------- |
| Місце | Bib                    | Країна                                                                                        | 1                       | 10 10–1 10–2 10–3 10–4        | Австрія · Штефан Крафт · Даніель Губер · Ян Герль · Мануель Феттнер | 127.5 130.5 133.0 128.0 | 458.4 111.6 116.1 120.2 110.5 | 2               | 121.5 129.0 137.5 128.0       | 484.3 119.7 115.1 130.5 119.0 | 1 | 942.7 231.3 231.2 250.7 229.5 |
| 2     | 8 8–1 8–2 8–3 8–4      | Словенія · Ловро Кос · Цене Превц · Тімі Зайц · Петер Превц                                   | 134.0 132.0 124.0 129.0 | 467.4 126.7 119.3 110.6 110.8 | 1                                                                   | 120.0 132.0 126.0 127.0 | 467.0 107.7 126.3 117.0 116.0 | 3               | 934.4 234.4 245.6 227.6 226.8 |                               |   |                               |
| 3     | 11 11–1 11–2 11–3 11–4 | Німеччина · Константін Шмід · Штефан Лайє · Маркус Айзенбіхлер · Карл Гайгер                  | 126.5 127.5 136.0 121.0 | 446.5 112.7 108.7 119.4 105.7 | 4                                                                   | 122.0 129.0 139.5 128.0 | 476.4 106.6 113.3 137.5 119.0 | 2               | 922.9 219.3 222.0 256.9 224.7 |                               |   |                               |
| 4     | 9 9–1 9–2 9–3 9–4      | Норвегія · Гальвор Егнер Гранеруд · Даніель-Андре Танде · Роберт Юганссон · Маріус Ліндвік    | 138.0 130.5 125.5 121.0 | 456.5 128.3 118.2 109.7 100.3 | 3                                                                   | 118.5 124.0 136.5 126.5 | 465.6 108.5 113.7 127.8 115.6 | 4               | 922.1 236.8 231.9 237.5 215.9 |                               |   |                               |
| 5     | 7 7–1 7–2 7–3 7–4      | Японія · Юкія Сато · Наокі Накамура · Дзюнсіро Кобаясі · Рьою Кобаясі                         | 126.0 124.5 128.5 134.0 | 438.5 110.8 96.6 105.1 126.0  | 5                                                                   | 124.0 122.0 120.0 132.5 | 444.3 114.9 97.8 99.0 132.6   | 6               | 882.8 225.7 194.4 204.1 258.6 |                               |   |                               |
| 6     | 6 6–1 6–2 6–3 6–4      | Польща · Пйотр Жила · Павел Вонсек · Давід Кубацький · Каміль Стох                            | 118.0 131.5 122.0 137.0 | 434.5 96.4 116.1 95.5 126.5   | 6                                                                   | 125.5 120.0 126.0 127.5 | 445.6 119.5 97.2 107.5 121.4  | 5               | 880.1 215.9 213.3 203.0 247.9 |                               |   |                               |
| 7     | 4 4–1 4–2 4–3 4–4      | Олімпійський комітет Росії · Данило Садрєєв · Роман Трофимов · Михайло Назаров · Євген Климов | 128.5 127.0 120.0 118.0 | 410.6 115.4 103.1 92.8 99.3   | 7                                                                   | 119.0 119.5 117.0 121.0 | 395.9 100.4 99.7 89.3 106.5   | 8               | 806.5 215.8 202.8 182.1 205.8 |                               |   |                               |
| 8     | 5 5–1 5–2 5–3 5–4      | Швейцарія · Домінік Петер · Грегор Дешванден · Симон Амман · Кілліан Паєр                     | 112.0 122.0 116.0 118.5 | 367.0 87.7 103.6 87.5 88.2    | 8                                                                   | 119.0 123.5 121.5 124.0 | 424.5 103.4 110.6 104.9 105.6 | 7               | 791.5 191.1 214.2 192.4 193.8 |                               |   |                               |
| 9     | 3 3–1 3–2 3–3 3–4      | Чехія · Віктор Полашек · Честмир Кожішек · Філіп Сакала · Роман Коуделька                     | 108.0 109.0 101.0 107.5 | 279.5 76.8 70.9 55.4 76.4     | 9                                                                   | Не потрапили            | Не потрапили                  | Не потрапили    | 279.5 76.8 70.9 55.4 76.4     |                               |   |                               |
| 10    | 2 2–1 2–2 2–3 2–4      | США · Декер Дін · Патрік Ґонсениця · Кевін Бікнер · Кезі Ларсон                               | 92.5 105.5 103.0 106.0  | 261.0 69.3 59.7 63.5 68.5     | 10                                                                  | Не потрапили            | Не потрапили                  | Не потрапили    | 261.0 69.3 59.7 63.5 68.5     |                               |   |                               |
| 11    | 1 1–1 1–2 1–3 1–4      | Китай · Чжень Вейцзє · Лю Їсінь · Сун Ціу · Чжоу Сяоян                                        | 84.0 90.0 86.0 86.0     | 115.0 13.5 35.3 31.7 34.5     | 11                                                                  | Не потрапили            | Не потрапили                  | Не потрапили    | 115.0 13.5 35.3 31.7 34.5     |                               |   |                               |